# کتاب‌شناسی احمد کسروی

## نوشته‌های تاریخی
| نام کتاب                          | سال و محل نگارش         | توضیحات                                                         |
| --------------------------------- | ----------------------- | --------------------------------------------------------------- |
| قیام شیخ مخمد خیابانی             | ۱۳۰۲ اهواز              | به درخواست کاظم‌زاده ایرانشهر نگاشت و تا پس از مرگ او منتشر نشد. |
| شیخ صفی و تبارش                   | ۱۳۰۶ تهران              | نخست در ماهنامهٔ آینده چاپ شد                                    |
| شهریاران گمنام                    | ۱۳۰۷ ۱۳۰۸ ۱۳۰۹ تهران    | در سه بخش                                                       |
| کارنامه اردشیر بابکان             | ۱۳۰۸ تهران              | به پهلوی با برگردان فارسی                                       |
| نام شهرها و دیه‌های ایران          | تهران، ۱۳۰۸ و ۱۳۰۹      | در دو بخش                                                       |
| تاریخچهٔ شیروخورشید                | ۱۳۰۹ تهران              |                                                                 |
| تاریخ پانصدسالهٔ خوزستان           | ۱۳۱۲ تهران              |                                                                 |
| تاریخ هیجده‌ساله آذربایجان         | هران، از ۱۳۱۳ تا ۱۳۱۹   | در شش بخش                                                       |
| گلچینی از کتاب پلوتارخ            | تهران ۱۳۱۵              |                                                                 |
| تاریخ مشروطه ایران                | تهران، ۱۳۱۹، ۱۳۲۰، ۱۳۲۱ | در سه بخش                                                       |
| تاریخ چپق و قلیان                 | ۱۳۲۳ تهران              |                                                                 |
| مشعشعیان یا بخشی از تاریخ خوزستان | ۱۳۲۴ تهران              |                                                                 |
| پیدایش آمریکا                     | ۱۳۲۴                    |                                                                 |
| چند تاریخچه                       | ۱۳۲۴ تهران              |                                                                 |
| مردم یهود                         | پایان نیافته            | آغاز نگارش در ۱۳۲۴؛ تنها ۱۷ برگ از این کتاب نگاشته شد           |
| انکیزیسیون در ایران               | پایان نیافته            | آخرین اثر کسروی بود و تنها چهل برگ آن نگاشته‌شد.                 |

## زبان‌شناسی
| نام                           | محل   | تاریخ                     | توصیحات                      |
| ----------------------------- | ----- | ------------------------- | ---------------------------- |
| اللغة الترکیة فی إیران        |       | نوامبر ۱۹۲۲ تا فوریه ۱۹۲۳ | مجله العرفان، جلد ۸          |
| النجمةالدریة                  | تبریز |                           | کتاب درسی است در خواندن عربی |
| خلاصةالنحو                    | تبریز |                           | کتاب درس در نحو عربی         |
| الدرةالثمینة                  |       |                           | کتاب درسی در صرف عربی        |
| حقایق هن الاسبرانتو           |       | ۱۳۰۳                      | به زبان عربی                 |
| آذری یا زبان باستان آذربایجان | تهران | ۱۳۰۴                      |                              |
| زبان پاک                      | تهران | ۱۳۰۴                      |                              |

## دینی، اجتماعی و سیاسی
| نام عنوان                              | محل   | سال         | توضیح        |
| -------------------------------------- | ----- | ----------- | ------------ |
| شریعت احمدی                            | تبریز |             |              |
| قهوةالسوراة                            | صیدا  | ۱۳۰۳        |              |
| آیین در دو بخش؛                        | تهران | ۱۳۱۱ و ۱۳۱۲ |              |
| قانون دادگری                           |       | ۱۳۱۲        |              |
| مقدمه بر عفاف‌نامه                      | تهران | ۱۳۱۳        |              |
| راه رستگاری                            |       | تهران ۱۳۱۶  |              |
| امروز چه باید کرد؟                     |       | تهران ۱۳۲۰  |              |
| خدا با ماست                            | تهران | ۱۳۲۱        |              |
| در پیرامون روان                        |       | ۱۳۲۲        |              |
| در پیرامون اسلام                       |       | ۱۳۲۲        |              |
| ورجاوند بنیاد                          |       | ۱۳۲۲، ۱۳۲۳  | در سه بخش    |
| صوفی‌گری                                | تهران | ۱۳۲۲        |              |
| فرهنگ چیست؟                            |       | ۱۳۲۲        |              |
| شیعی‌گری                                | تهران | ۱۳۲۲        |              |
| پندارها                                |       | ۱۳۲۲        |              |
| بهائی‌گری                               |       | ۱۳۲۲        |              |
| در پاسخ به بدخواهان                    |       | ۱۳۲۳        |              |
| سیزدهم مرداد                           |       | ۱۳۲۳        |              |
| دین و جهان                             |       | ۱۳۲۳        |              |
| گفت و شنید                             |       | ۱۳۲۳        |              |
| دادگاه                                 |       | ۱۳۲۳        |              |
| دولت به ما پاسخ دهد                    |       | ۱۳۲۳        |              |
| فرهنگ است یا نیرنگ؟                    |       | ۱۳۲۳        |              |
| در پیرامون ادبیات                      |       | ۱۳۲۳        |              |
| کار و پیشه و پول                       |       | ۱۳۲۳        |              |
| گفت و شنید                             |       | ۱۳۲۳        |              |
| خواهران و دختران ما                    |       | ۱۳۲۳        |              |
| زندگانی من                             |       | ۱۳۲۳        | خودزندگی‌نامه |
| ده سال در عدلیه                        |       | ۱۳۲۳        |              |
| چرا از عدلیه بیرون آمدم؟               |       | ۱۳۲۳        |              |
| در پاسخ حقیقتگو                        |       | ۱۳۲۴        |              |
| در راه سیاست                           |       | ۱۳۲۴        |              |
| گفتگو                                  |       | ۱۳۲۴        |              |
| حاجی‌های انباردار چه دینی دارند؟        |       | ۱۳۲۴        |              |
| عطسه چه به صبر                         |       | ۱۳۲۴        |              |
| بدرالشریعه شعر سروده                   |       | ۱۳۲۴        |              |
| سرنوشت ایران چه خواهد شد؟              |       | ۱۳۲۴        |              |
| در پیرامون جانوران                     |       | ۱۳۲۴        |              |
| جناب آقا از میدا در رفت                |       | ۱۳۲۴        |              |
| امروز چاره چیست؟                       |       | ۱۳۲۴        |              |
| از سازمان ملل متفق چه نتیجه تواند بود؟ |       | ۱۳۲۴        |              |

| نام نشریه      | تاریخ                               | توضیحات                                                                                     |
| -------------- | ----------------------------------- | ------------------------------------------------------------------------------------------- |
| روزنامه پرچم   | سوم بهمن 1320 تا هفدهم آذر ماه 1321 | ۲۵۴ شماره                                                                                   |
| پرجم نیمه ماهه | از فروردین ۱۳۲۲                     | پس از ۱۲ شماره توقیف شد                                                                     |
| پرچم هفتگی     | از اسفند ۲۲                         | پس از بیرون آمدن از توقیف پرچم به صورت هفتگی منتشر شد، ولی پس از هفت شماره دوباره توقیف شد. |
| ماه‌نامهٔ پیمان  | ۱۳۱۲ تا ۱۳۲۱                        | مجموعاً نود و شش شماره                                                                       |